# Ruggero Gabbai
Pour les articles homonymes, voir Gabbai (homonymie).
Ruggero Gabbai (né à Anvers, le 6 août 1964) est un cinéaste et photographe italien. Son œuvre est consacrée à la production et à la réalisation de documentaires sur des thèmes historiques et humanitaires, avec un accent particulier sur la culture et la mémoire du judaïsme, sur celle des «exclus» et à une introspection sur la mafia et ses phénomènes.

## Biographie
Ruggero Gabbai est né à Anvers, en Belgique, en 1964 et a grandi à Milan. Passionné de photographie depuis son plus jeune âge, il a obtenu à dix-neuf ans une licence en photographie, avec une mineure en philosophie, au Rochester Institute of Technology.
Poursuivant ses études aux États-Unis, Ruggero Gabbai obtient un diplôme de cinématographie à l'Université Columbia de New York, et collabore ensuite avec Milos Forman, Paul Schrader, Emir Kusturica, et Martin Scorsese. Le documentaire The King of Crown Heights, une adaptation de sa thèse, a été diffusé par PBS Channel 13 (USA) en prime time en 1994,,.
En 1997, son documentaire Memoria sur les témoignages des survivants italiens de la Shoah, est présenté la même année au Festival de Berlin, dans le cadre des « Films de Nuremberg sur les droits de l’Homme ».  Ce documentaire est diffusé en Italie par la chaine publique RAI, avec une audience de 7 millions de spectateurs. Memoria  est sélectionné par plusieurs festivals du cinéma, Jérusalem, Washington, Marseille, Valence, Istanbul.
En 1997, il a réalisé le film documentaire Memoria,,contenant les témoignages d'environ quatre-vingt-dix survivants italiens de la Shoah, présenté la même année au Festival du film de Berlin et l'un des films primés au Festival international du film sur les droits de l'homme de Nuremberg. Le documentaire a été diffusé par la RAI et a été vu par environ 7 millions de téléspectateurs. Le film a également été sélectionné par les festivals de cinéma de Jérusalem, Washington, Marseille, Valence et Istanbul,.
Il réalise ensuite une trentaine de films documentaires et entre 2002 et 2006, en collaboration avec le producteur Mike Bongiorno, il réalise une série de documentaires produits puis diffusés par les réseaux Mediaset, créant ainsi les séries télévisées Le Minotaure et Les récits d’une péninsule. Parmi les documentaires qui composent la série figurent Varenne, Ajamola Ajamola, Emma Bonino, Enzo Maiorca et Una città in Palio.
En 2009, il a réalisé un documentaire Io ricordo (Je me souviens),, produit par Indiana Production, la Fondation Paolo Borsellino et les frères Gabriele et Silvio Muccino, un film et un livre sur les témoignages des familles de victimes de la mafia, avec le patronage de la Présidence de la République italienne et du Patrimoine culturel, diffusé par Canale 5.
En 2011, il a été élu conseiller de la municipalité de Milan sous l'administration du maire Giuliano Pisapia et, depuis 2012, il est président de la commission du conseil de l'Expo 2015.
En 2013, il a tourné Il viaggio più lungo (Le Voyage le plus long),,, un documentaire sur la déportation des Juifs sélectionné pour le "Jerusalem Film Festival" et diffusé par Rai 1. Gabbai a été le directeur artistique de l'inauguration du Mémorial de la Shoah, réalisant une présentation de film documentaire pour le Quirinale. En 2015, son film sur la résilience des Juifs d’Égypte, Starting Over Again produit par Elliot Malki a été présenté dans le cadre de l'exposition sur l'Égypte au Musée d'Israël à Jérusalem,.
En 2016, le film CityZEN sur le quartier ZEN de Palerme est sélectionné au festival du film de Taormina, participe à Manifesta 2018 et est diffusé par da Sky Atlantic.
Avec David Meghnagi, il a réalisé Libye, le dernier exode en 2017, sélectionné au Festival juif de Jérusalem, Toronto et Washington D.C., et diffusé sur Rai 1. Le film a remporté le VisualFest de l'Università degli Studi Roma Tre.
En 2018, l'IHRA a chargé Meis à Ferrare et CDEC à Milan de réaliser un documentaire sur les films que Gabbai avait déjà réalisés sur la Shoah italienne. Le documentaire Eravamo Italiani (Nous étions Italiens) – un montage des films Memoria, Fossoli et Il viaggio più lungo – a été sélectionné par le ministère des affaires étrangères comme document officiel pour les ambassades italiennes du monde entier. Le film a été présenté dans de nombreux instituts culturels italiens, notamment à New York, Miami, Pékin, Hanoi, Taipei, Ankara et dans de nombreux autres endroits.
Le film La Razzia – Rome, 16 octobre 1943 raconte l'histoire de la déportation des Juifs à Rome. Le documentaire, produit par la Fondazione Museo della Shoah di Roma, avec les auteurs Marcello Pezzetti et Liliana Picciotto, a été sélectionné à la treizième édition de la festival du cinéma de Rome, et est présenté à la Camera dei deputati. Le film a été acquis par Rai Cinema et diffusé par Rai 1 le 27 janvier 2019. Le film a également été sélectionné pour la phase finale des Ruban d'argent.
Sa dernière œuvre est le docufilm Kinderblock, un récit dramatique de l'histoire du petit Sergio De Simone à travers le témoignage de ses cousines Andra et Tatiana Bucci, qui, avec leur cousin Sergio, se trouvaient dans le bloc d'expérimentation du docteur Mengele dans le camp d'Auschwitz-Birkenau. Le film a été tourné à Naples, Rijeka, Trieste, Auschwitz et Hambourg et fait intervenir l'auteur Marcello Pezzetti pour la partie historique. Il a été produit en collaboration avec Rai Cinema, la Fondazione del Museo della Shoah di Roma et la Fondation Goren Monti Ferrari. Le docufilm a été diffusé dans le cadre de l'émission Speciale TG1 sur Rai 1 le 2 février 2020 avec une audience de 1,1 million de téléspectateurs.
Certains des documentaires réalisés par Ruggero Gabbai ont été présentés dans d'importants musées tels que le Musée d'Israël à Jérusalem, le Staatliches Museum Ägyptischer Kunst à Monaco, le Musée juif de New York, Yad Vashem et l'Accademia di belle arti di Brera.
Du TGM au TGV a été projeté en avant-première avec Michel Boujenah au cinéma Grand Rex.
Liliana a été réalisée par Gabbai et produite par Forma International en collaboration avec Rai Cinema. Il s'agit d'un docu-fiction qui retrace la vie de Liliana Segre, sénatrice de la République italienne. Le film a été sélectionné au Festival du Film de Rome 2024 et a remporté le Prix Sorriso Diverso Roma.

## Œuvre

### Cinéma
- 1990 : Václav Havel, a day in New York
- 1992 : Free fallin
- 1993-1994 : The king of crown heights
- 1997 : Febbre rossa
- 1997 : Memoria
- 1998 : Cici daci dom, noi zingari d’Italia
- 1998 : Lavori in carne
- 1998 : Viaggio verso casa
- 1999 : Gerusalemme, una promessa di pietra
- 2000 : Okkio per okkio
- 2001 : American dream
- 2002 : Sarajevo, i figli d’Abramo
- 2006 : Gli ebrei di Fossoli
- 2007 : Arabi Danzanti
- 2009 : Io ricordo
- 2010 : Jackfly
- 2011 : B&B Italia
- 2013 : The longest journey
- 2015 : Starting over again
- 2016 : CityZEN
- 2017 : Libia: l'ultimo esodo
- 2018 : Being Missoni
- 2018 : La Razzia - Roma, 16 ottobre 1943
- 2020 : Kinderblock
- 2022 : Du TGM au TGV
- 2024 : Liliana

### Télévision
- 2001 : Una penisola di storie: Ajamola ajamola, il rito della mattanza, Una città in Palio, Il Redentore, Mediaset
- 2002 : Varenne, un’atleta chiamato cavallo, Mediaset
- 2002-2006 : Minotauro: Versace, Missoni, Emma Bonino, Enzo Maiorca, La danza delle cinque, Confronto istintivo e Un aiuto naturale, Mediaset